# CrossDOS
CrossDOS — файловая система для AmigaOS 2.1 и старше, хотя она будет работать и с AmigaOS 2.04. Основное применение находит в работе с дискетами отформатированными на IBM PC, а также позволяет читать дискеты отформатированные на Atari ST.
Достойные упоминания возможности:
- Текстовый фильтр ASCII (может добавлять/удалить переводы строк CR/LF «на лету»);
- Автоматическое определение смены дискеты в дисководе;
- ПО для конфигурирования винчестеров отформатированных в среде MS-DOS;
- Поддержка дискет двойной и высокой плотности.

Помимо этого, обращение к дискете отформатированной на IBM PC/Atari ST происходит через логические устройства PC0: и PC1, а не через DF0: и DF1: как для дискеты отформатированной на Amiga.

## Использование
Файловая система CrossDOS позволяет работать с дискетами, винчестерами, разделами и образами дисков, отформатированных в файловых системах FAT12 и FAT16. Для работы с файлами в файловой системе FAT32 существует бесплатная свободно распространяемая программа FAT95. Основным достоинством CrossDOS является возможность использования перекодировочных таблиц. Так, CrossMAC — пакет той же фирмы, позволяющий обмениваться данными с Macintosh, отличается только другим набором перекодировочных таблиц. За счёт этой своей особенности CrossDOS может быть настроен и использоваться для перекодирования файлов «на лету», например между кодовыми страницами Windows-1251 и KOI8-R. Что активно используется рядом пользователей Фидонет работающих на ПК Amiga.

## Перекодировка файлов
Дмитрием Михайловым, автором «Amiga #1» — первой русской книги про Amiga, были написаны перекодировочные таблицы для перекодирования двуязычных текстовых файлов (русско-английских) прямо во время копирования между AmigaOS и MS-DOS, AmigaOS и MacOS, и обратно. Для этого используется механизм текстового ASCII-фильтра CrossDOS. 

## Сноски и примечания
1. ↑  Kitsel Outlaw, Ross Hippely, Leslie Jones, and Barbara Siwirski, Workbench 3.0 (UK: Commodore Business Machines, 1992), 7.3
2. ↑  Amiga #1, Перенос файлов из системы в систему. ЗАО "Синтекс" (1996). Дата обращения: 14 февраля 2010. Архивировано 1 марта 2012 года.